# Pyongsong
Pyongsong (en coreano: 평성시) es una ciudad de Corea del Norte, es la capital de la provincia de P'yongan del Sur. 
La ciudad se encuentra a unos 32 kilómetros al noroeste de la capital del país, Pyongyang y fue establecida formalmente en diciembre de 1969. Tiene una población de 284.386 habitantes. 
Pyongsong es actualmente uno de los centros científicos y académicos más avanzados de Corea del Norte: el centro de investigación atómica del departamento de física nuclear de la Universidad de Pyongsong, fue creado en 1982.
- Datos: Q514136
- Multimedia: Pyongsong / Q514136